# Vương quốc thứ Mười
The 10th Kingdom là một bộ phim ngắn thuộc thể loại thần tiên, kì thú của truyền hình Mỹ. Đây là một câu chuyện kể về cuộc phiêu lưu của một cô gái và cha của cô bị đẩy khỏi Manhattan, New York, thông qua một chiếc gương thần đến một thế giới song song của chuyện cổ tích. Nơi mà mọi phép thuật đều tồn tại, các nhân vật xấu xa đều có thực, và họ phải tự mình khám phá, giải cứu cho thế giới này cũng như tìm được đường về nhà.

## Tóm tắt
Đã hai thế kỷ sau khi Bạch Tuyết (Snow White) và Cô bé lọ lem (Cinderella) có những chuyến phiêu lưu, 9 vương quốc đã sẵn sàng cho lễ đăng quang của hoàng tử Wendell, cháu của Bạch Tuyết, người trị vị vương quốc thứ 4. Nữ hoàng độc ác trốn khỏi nhà giam, phù phép hoàng tử thành một chú chó. Nhờ vào sức mạnh của chiếc gương ma thuật, Wendell đã trốn thoát và lạc đến vương qốc thứ 10, tức thành phố New York thời hiện đại. Tại đấy, anh gặp gỡ Virginia Lewis và người cha của cô, Anthony "Tony" Lewis. Bị truy bắt bởi những tên khổng lồ (Troll), cảnh sát và một con sói trong hình dạng con người, cả ba trở lại 9 vương quốc, bắt đầu chuyến phiêu lưu, giúp Wendell trở lại thành người, giành lại ngai vàng và tìm chiếc gương ma thuật để Tony và Virginia có thể trở về nhà.

## Nội dung
Virginia Lewis và cha của cô là Tony, tình cờ đi theo Golden Retriever xuyên qua Công viên Trung tâm và thông qua một chiếc gương bí ẩn, họ đặt chân đến một thế giới cổ tích được biết với tên Vương quốc thứ Chín. Chú chó mà họ đi theo thực ra là hóa thân của Hoàng tử Wendell, cháu nội của Hoàng hậu Snow White và sau này sẽ là người đừng đầu của Vương quốc thứ Tư. Tuy nhiên, mẹ kế của Hoàng tử là Evil Queen đã đưa một kẻ mạo danh lên ngai vàng và có âm mưu chiếm toàn bộ Vương quốc thứ Chín.
Ban đầu, Tony và Virginia rất tuyệt vọng trong việc cố tìm đường trở về nhà, do họ phải đối đầu với qáu nhiều nguy hiểm. Họ đồng hành cùng với Hoàng tử và người sói Wolf, người mà đã có tình ý với Virginia ngay từ cái nhìn đầu tiên. Họ bị đuổi bắt bởi một gã Thợ săn là tay sai đắc lực của Evil Queen và luôn tìm cách bắt lấy Hoàng tử.
Virginia tình cờ gặp một bà tiên đỡ đầu, thực chất là linh hồn của Snow White, người đã tiết lộ cho cô biết cô là người đã được định sẵn để cứu Vương quốc thứ Chín. Tony cũng nhận ra rằng Evil Queen chính là người vợ đã mất của mình và là mẹ của Virginia. Họ đến lâu đài để ngăn chặn Evil Queen, nhưng Wolf dường như đang phản bội lại Tony và Virginia. Evil Queen có được kẻ mạo danh Hoàng tử Wendell trong tay, bà ta cướp lấy ngai vàng và cố gắn đầu độc hết tất cả các vị khách từ các vương quốc khác trong lễ đăng quang.
May mắn thay, Wolf đã tráo lọ thuốc độc với một lọ thuốc ngủ và tất cả các vị khách trốn thoát an toàn. Virginia phải giết Evil Queen trong một trận chiến, điều này làm cô rất đau lòng. Hoàng tử Wendell thật trở lại thành người và tiếp quản ngai vàng. Với lòng biết ơn Tony vị sự giúp đỡ của ông, Hoàng tử Wendell đề nghị ông một công việc trong cung điện và ông đã đồng ý. Virginia chấp nhận tình yêu của Wolf và họ cùng nhau trở về New York và sống hạnh phúc mãi mãi về sau.

## Diễn viên
- Kimberly Payne Williams - Virginia
- John Larroquette - Tony
- Scott Cohen - Wolf
- Daniel Lapaine - Hoàng tử Wendell
- Dianne Wiest - Hoàng hậu
- Rutger Hauer - Thợ săn
- Ed O'Neill - Relish the Troll King
- Jeremiah Birkett - Blue Bell
- Dawnn Lewis - Blabberwort
- Hugh O'Gorman - Burly
- Camryn Manheim - Bạch Tuyết
- Ann-Margret - Lọ Lem
- Jimmy Nail - Clayface
- Warwick Davis - Acorn
- John Shrapnel - Governor
- Timothy Bateson - Tiên răng
- Robert Hardy - Chancellor Griswold
- Aden Gillett - Viscount Lansky
- William Osborne - Lord Rupert
- Edward Jewesbury - Old Retainer
- Jeffry Wickham - Giles
- Moira Lister - Bà ngoại
- Sheila Steafel - Dr. Horovitz
- Arthur Cox - Mayor of Beantown
- James Cosmo - Woodsman